# Gräshärs Pallarna
Gräshärs Pallarna är skär i Åland (Finland). De ligger i den nordöstra delen av landskapet, 60 km nordost om huvudstaden Mariehamn.
Terrängen runt Gräshärs Pallarna är mycket platt. Trakten är glest befolkad. Det finns inga samhällen i närheten. 